# Robert Kennedy (gyeplabdázó)
Robert Lindsay Kennedy (Edenderry, Nagy-Britannia és Írország Egyesült Királysága, 1880. július 31. – Winnipeg, Kanada, 1963. április 22.) olimpiai ezüstérmes ír gyeplabdázó.
A londoni 1908. évi nyári olimpiai játékokon indult mint gyeplabdázó. Ezen az olimpián négy brit csapat is indult, de mindegyik külön nemzetnek számított. Az ír válogatott tagjaként, ami akkoriban az Egyesült Királyság része volt Nagy-Britannia és Írország Egyesült Királysága néven.